# Louis-Eugène Larivière
Pour les articles homonymes, voir Larivière.
Louis-Eugène Larivière, né le 5 décembre 1801 à Paris et mort le 9 juin 1823 dans la même ville, est un peintre français,.